# Predictieve validiteit
Predictieve validiteit is een vorm van validiteit van een test of meting waarmee wordt aangegeven in hoeverre een test een criterium buiten de test kan voorspellen.
Het begrip heeft betrekking op de vraag in hoeverre de test of meting voorspellende waarde heeft. Bij psychologische tests gaat het bijvoorbeeld om de vraag of men naar aanleiding van de test inderdaad kan concluderen dat iemand een bepaald gedragskenmerk vertoont of aan een bepaalde psychische aandoening lijdt. “Voorspellen” gaat bij predictieve validiteit dus niet alleen over toekomstige zaken (predictie), maar ook over verschijnselen in het heden of zelfs het verleden. In dat geval wordt het meestal "criteriumgerichte validiteit" genoemd. De term predictieve validiteit wordt onder meer gebruikt om de voorspellende waarde van tests bij vraagstukken als personeelsselectie uit te drukken.
Men onderzoekt de predictieve validiteit van een test door testscores van respondenten in een omvangrijke steekproef te correleren met later bereikt arbeidssucces, schoolsucces of andere criterium maten. Het tegelijk verzamelen van predictorscores (testscores) en criteriumscores spreekt men van gelijktijdige criteriumvaliditeit. Onderzoek naar predictieve validiteit is langdurig en kostbaar. Er ontstaan snel statistische problemen zoals restriction of range en onbetrouwbaarheid van het criterium. De predictieve validiteit van een test wordt uitgedrukt als een correlatie coëfficiënt tussen testscores en criterium scores. Deze correlatie wordt dan de predictieve validiteitscoëfficiënt genoemd. Ook aangeduid als Rtc. Een waarde van r=0,40 is goed te noemen en wordt in de psychodiagnostische praktijk meestal alleen met een intelligentietest behaald. 
Het bezitten van predictieve validiteit is echter wel een eis van de COTAN ofwel de Commissie van Testaangelegenheden van het NIP (Nederlands Instituut van Psychologen).